# テクノ法要
「テクノ法要」は、「極楽浄土は光の世界」という認識を基に、空間（寺の内陣に限らず、ホールや野外なども含む）を現代の光（プロジェクタ投影・舞台照明）で装飾し、伝統的な声明を時空を超えるテクノサウンドにアレンジして行う仏教芸術エンターテイメント。

## 概要
福井県福井市の浄土真宗本願寺派　照恩寺住職　朝倉行宣が考案し勤修する。
宗派を超えた宗教者や、様々なクリエイターとのコラボにより現在も変化を続けている。

## 活動
出典:
- 2016年
  - 5月3日 - 照恩寺 極楽音楽花まつり
  - 10月25日 - 照恩寺 極楽音楽報恩講

- 2017年
  - 8月3日 - 照恩寺 大寄永代経 （一般非公開）
  - 9月10日 - 浄土真宗本願寺派 福井教区 お御堂LIVE
  - 10月7日 - 京都向源（トークイベント参加）
  - 10月25日 - 照恩寺 極楽音楽報恩講
  - 12月9日 - 真宗大谷派 名古屋東別院 チャレン寺Vol.2
  - 12月10日 - 本願寺 ごえんさんエキスポ（DJとして参加）
  - 12月13日 - 浄土真宗本願寺派 東京教区青年僧侶協議会 法友～For You～@築地本願寺

- 2018年
  - 1月1日 - 照恩寺 修正会
  - 3月24日 - 駅前ディスコ法要＠ガレリア元町商店街
  - 4月28日・4月29日 - ニコニコ超会議 超テクノ法要×向源
  - 5月3日 - 照恩寺 極楽音楽花まつり
  - 6月21日 - 石川県加賀市 篠生寺 御忌法要
  - 8月28日～9月3日 - アメリカ バーニングマンに参加
  - 9月9日 - 浄土真宗本願寺派 福井教区 お御堂ライブ
  - 9月19日 石川県津幡町 弘願寺 報恩講
  - 10月13日 - 六本木SuperDeluxe Channel #19
  - 10月14日 - 第50回 名古屋市仏教徒大会
  - 10月25日 - 照恩寺 報恩講・「ヒナタカコ×テクノ法要」コラボライブ
  - 10月30日 - 東京国立博物館「大報恩寺展」（プレミアムナイト）
  - 11月6日 - 東京国立博物館「大報恩寺展」（一般公開）
  - 11月16日 - 京都 龍岸寺「超十夜祭り」（ドローン仏・てらぱるむす コラボ）

- 2019年
  - 1月1日 - 照恩寺 修正会
  - 4月27日・4月28日 - ニコニコ超会議2019＠幕張メッセ
  - 6月30日〜7月2日 - フランス Dharma Techno
  - 6月8日 - 福井県鯖江市 めがねフェス
  - 6月21日 - 石川県加賀市 篠生寺 御忌法要
  - 6月30日 - 浅草神社 テクノ大祓
  - 7月9日 - 超テクノ法要 Presents「仏教×アート×テクノロジーの現在」＠DOMMUNE
  - 8月25日 - 真宗大谷派 名古屋東別院 夏祭り
  - 9月8日 - 浄土真宗本願寺派 福井教区 お御堂ライブ
  - 9月19日 - 石川県津幡町 弘願寺 報恩講
  - 11月10日 - ごえんさんエキスポ＠築地本願寺
  - 11月27日 - 浄土真宗本願寺派 北御堂 本町広場×テクノ法要
  - 12月4日 - 仁愛女子短期大学
  - 12月15日 - キッサコLIVE＠東京（ゲスト出演）
  - 12月16日 - 龍谷大学 仏教伝導フェス
  - 12月20日 キッサコLIVE＠京都（ゲスト出演）

- 2020年
  - 1月1日 - 照恩寺 修正会
  - 4月18日 - ニコニコネット超会議 リモート超テクノ法要×向源@DOMMUNE
  - 5月3日 - 照恩寺 リモート極楽音楽花まつり
  - 7月25日 - 照恩寺 リモート大寄永代経
  - 10月25日・10月26日 - 照恩寺 報恩講

- 2021年
  - 1月1日 - 照恩寺 修正会
  - 3月19日 - サイバー南無南無＠蓮敬寺（浄土真宗本願寺派 島根県江津市）
  - 4月30日 - ニコニコネット超会議2021 超テクノ法要×向源@築地本願寺
  - 5月15日 - 兵庫県伊丹市 浄土真宗本願寺派 福円寺 住職継承法要
  - 7月31日 - 照恩寺 リモート大寄永代経
  - 10月25日・10月26日 - 照恩寺 報恩講
  - 12月11日 - 仏教芸術×テクノロジーアート＠島根（蓮敬寺）
  - 12月20日 - 仏教芸術×テクノロジーアート＠Tunnel Tokyo

- 2022年
  - 1月1日 - 照恩寺 修正会
  - 4月29日・4月30日 - ニコニコ超会議2022＠幕張メッセ